# MTV Unplugged (álbum de Julieta Venegas)
MTV Unplugged: Julieta Venegas  es el título del primer álbum en vivo de la cantante y compositora mexicana Julieta Venegas. Se grabó el 6 de marzo de 2008 en los Estudios Churbusco en la Ciudad de México. El álbum contiene una selección de los grandes éxitos de la artista, incluyendo cuatro nuevas canciones: «El Presente», «Algún Día», «Mira la Vida» e «Ilusión». Contiene a varios artistas tocando y cantando con Julieta Venegas: Gustavo Santaolalla, Marisa Monte, La Mala Rodríguez y Juan Son (Exvocalista de Porter).
Se presentaron dos sencillos de este álbum, «El Presente» y «Algún Día». En algunos países de Latinoamérica se promocionó la canción «Mírame Bien» en vez de «Algún Día».
El álbum tuvo críticas muy positivas por los expertos de música. El álbum tuvo un gran éxito comercial desde su lanzamiento, alcanzó la máxima posición en México y se mantuvo por 9 semanas consecutivas en el número uno, obteniendo una certificación de disco de platino en versión físico y un disco de diamante en versión descarga digital. En los Estados Unidos alcanzó la posición número 169 de la lista del Billboard 200, siendo certificado como disco de oro. En varios países de Latinoamérica se colocó igual en las primeras posiciones dándole disco de oro en Colombia y Argentina. El álbum ha vendido más de 7 000 000 de copias a nivel mundial.
La producción de este álbum fue casi a su totalidad por Julieta Venegas con colaboración del productor brasileño Jacques Morelenbaum en la coproducción, considerando los arreglos necesarios para algunas de las canciones. Participa también tocando el chelo en la canción de «Cómo Sé» arreglada a su totalidad por él y con ayuda del Cuarteto Latinoamericano.
La transmisión del MTV Unplugged Julieta Venegas, fue el 12 de julio de 2008 por MTV Latinoamérica y por MTV Tr3́s en los Estados Unidos, al igual fue presentado en MTV España y MTV Europa.
Por esté álbum, ganó dos Grammy Latinos por "Mejor Álbum de Música Alternativa" y "Mejor Vídeo Versión Larga" y «El Presente» fue nominada por "Grabación del Año" y "Canción del Año".

## Información del álbum
El concierto en vivo fue grabado en la Ciudad de México, el 6 de marzo de 2008 en Estudios Churubusco, ante 450 asistentes. El espectáculo fue publicado el 5 de julio de 2008 en MTV Latinoamérica, pero fue estrenado el 12 de julio de 2008 en MTV. Esta grabación incluyó colaboraciones de La Mala Rodríguez, cantando la sección hip-hop de «Eres Para Mí». Gustavo Santaolalla, tocando el banjo en la nueva canción «Algún Día». La cantante brasileña Marisa Monte colaborando en «Ilusión» (en español y en portugués). Natalia Lafourcade es incluida como parte de la banda de Julieta Venegas, fungiendo de instrumentista tocando el serrucho en «Como Se», el xilófono, la mandolina, el ukelele y coros. En «Esta Vez» Julieta fue acompañada por el Cuarteto Latinoamericano de Violines, y Juan Son vocalista de la banda mexicana Porter, interpretó con la cantante su primer sencillo como solista, «De Mis Pasos».

El vestido violeta de la artista fue diseñado por Andrés Jiménez. Venegas anunció que el vestido que utilizó durante el concierto, de corte asimétrico y en dos tonos de violeta, se subastaría a beneficio de la Fundación Staying Alive, creada en 1998 precisamente por MTV Networks, que busca alertar sobre el cotagio del SIDA, con un costo de 12.500 dólares los cafés Hard Rock, con presencia en varios países, tienen en exposición permanente diversos objetos de las estrellas de la música internacional, a los que ahora se suma el vestido de Julieta Venegas.

## Promoción
El 3 de julio de 2008 el teléfono móvil Sony Ericcson W350 fue lanzado con el álbum pre-cargado con 8 canciones y 2 wallpapers. Siendo el segundo álbum de Julieta Venegas pre-cargado en un teléfono móvil.
Por parte la promoción del álbum, hizo una firma de autógrafos y presentación en la plaza Cuicuilco al sur de la Ciudad de México. El 5 de julio de 2008 con patrocinio de Sony Ericcson, presentó por primera vez el álbum en vivo.

### Sencillos
El álbum contó con 2 sencillos oficiales, el primero fue «El Presente», se estrenó el 15 de abril de 2008. La canción ha recibido críticas generalmente positivas de los críticos musicales, considerándolo un "Hit Mundial". La canción también tuvo un éxito comercial encabezando las listas de México, Argentina, Chile y Colombia. Alcanzó la posición número tres en España y en los Estados Unidos alcanzó el puesto número dos en la lista Billboard Latin Pop Airplay, así como el número once en Latin Songs. El segundo sencillo «Algún Día» que cuenta con la colaboración del productor Gustavo Santaolalla. Se lanzó el 10 de septiembre y llegó al número en la radio en México. 

## Lista de canciones
| MTV Unplugged Julieta Venegas |                                        |                                   |          |  |
| N.º                           | Título                                 | Escritor(es)                      | Duración |  |
| 1.                            | «Limón y Sal»                          | Julieta Venegas, Jorge Villamizar | 3:41     |  |
| 2.                            | «Sería Feliz»                          | Venegas                           | 3:30     |  |
| 3.                            | «El Presente»                          | Venegas                           | 3:41     |  |
| 4.                            | «Algo Está Cambiando»                  | Venegas, Coti Sorokin             | 4:11     |  |
| 5.                            | «Eres Para Mí» (con La Mala Rodríquez) | Venegas, Tijoux, Rodriguéz        | 4:43     |  |
| 6.                            | «Esta Vez»                             | Gustavo Herrera, Venegas          | 3:28     |  |
| 7.                            | «Algún Día» (con Gustavo Santaolalla)  | Venegas                           | 4:00     |  |
| 8.                            | «Mírame Bien»                          | Venegas                           | 3:50     |  |
| 9.                            | «Lento»                                | Venegas, Sorokin                  | 4:26     |  |
| 10.                           | «De Mis Pasos» (con Juan Son)          | Venegas                           | 3:28     |  |
| 11.                           | «Andar Conmigo»                        | Venegas, Sorokin                  | 3:59     |  |
| 12.                           | «Ilusión» (con Marisa Monte)           | Venegas, Monte, Antunes           | 3:46     |  |
| 13.                           | «Como Sé» (con Jaques Morelenbaum)     | Venegas                           | 3:43     |  |
| 14.                           | «Mira La Vida»                         | Venegas                           | 3:19     |  |
| 15.                           | «Me Voy»                               | Venegas                           | 3:18     |  |
| 53:83                         |                                        |                                   |          |  |

| Lista de vídeos - DVD/Blu-ray |                                           |          |  |
| N.º                           | Título                                    | Duración |  |
| 1.                            | «Limón y Sal»                             | 3:40     |  |
| 2.                            | «Sería Feliz»                             | 3:30     |  |
| 3.                            | «El Presente»                             | 3:40     |  |
| 4.                            | «Algo Está Cambiando»                     | 4:11     |  |
| 5.                            | «Eres Para Mí»                            | 4:42     |  |
| 6.                            | «Esta Vez»                                | 3:27     |  |
| 7.                            | «Algún Día»                               | 4:00     |  |
| 8.                            | «Mírame Bien»                             | 3:50     |  |
| 9.                            | «Lento»                                   | 4:26     |  |
| 10.                           | «De Mis Pasos»                            | 3:28     |  |
| 11.                           | «Andar Conmigo»                           | 3:58     |  |
| 12.                           | «Ilusión»                                 | 3:46     |  |
| 13.                           | «Cómo Sé»                                 | 3:42     |  |
| 14.                           | «Mira La Vida»                            | 3:19     |  |
| 15.                           | «Me Voy»                                  | 3:17     |  |
| 16.                           | «Making of Julieta Venegas MTV Unplugged» | 25:00    |  |

## Posicionamiento en listas

### Semanales
| País           | Lista (2008)             | Mejor posición |
| -------------- | ------------------------ | -------------- |
| Argentina      | Argentinian Albums Chart | 3              |
| España         | Spanish Albums Chart     | 18             |
| Estados Unidos | Billboard 200            | 169            |
| Estados Unidos | Top Latin Albums         | 9              |
| Estados Unidos | Latin Pop Albums         | 4              |
| México         | Mexican Album Chart      | 1              |
| Suiza          | Swiss Albums Chart       | 19             |

### Mensual
| País      | Lista (Junio de 2008)    | Mejor posición |
| --------- | ------------------------ | -------------- |
| Argentina | Argentinian Albums Chart | 7              |

| Predecesor: Para Siempre de Vicente Fernández | AMPROFON: "Top 100 México" — Álbum N° 1 23 de junio de 2008 — 25 de agosto de 2008 | Sucesor: A Little Bit Longer de The Jonas Brothers |

### Anuales
| País           | Lista                         | Posición |
| 2008           | 2008                          | 2008     |
| -------------- | ----------------------------- | -------- |
| Estados Unidos | Top Latin Albums              | 75       |
| México         | Mexican Album chart           | 7        |
| México         | Mexican Album chart (Español) | 5        |

### Certificaciones y ventas
| País           | Organismo Certificador | Certificación | Ref.   |
| -------------- | ---------------------- | ------------- | ------ |
| Argentina      | CAPIF                  |               | [ 16 ] |
| Colombia       | ASINCOL                |               | [ 17 ] |
| Estados Unidos | RIAA (Latino)          |               | [ 17 ] |
| México         | AMPROFON               |               | [ 15 ] |
| México         | AMPROFON               |               | [ 15 ] |

## Premios y nominaciones
| Año  | Premio                           | Trabajo nominado               | Categoría                         | Resultado |
| ---- | -------------------------------- | ------------------------------ | --------------------------------- | --------- |
| 2008 | Grammy Latino                    | MTV Unplugged: Julieta Venegas | Mejor Álbum de Música Alternativa | Ganador   |
| 2008 | Grammy Latino                    | MTV Unplugged: Julieta Venegas | Mejor Vídeo Musical Versión Larga | Ganador   |
| 2008 | Grammy Latino                    | «El Presente»                  | Canción del Año                   | Nominado  |
| 2008 | Grammy Latino                    | «El Presente»                  | Grabación del Año                 | Nominado  |
| 2008 | Premios Oye!                     | MTV Unplugged: Julieta Venegas | Álbum del Año                     | Nominado  |
| 2008 | Premios Oye!                     | «El Presente»                  | Canción del Año                   | Nominado  |
| 2008 | Premios Oye!                     | «El Presente»                  | Vídeo del Año                     | Nominado  |
| 2008 | Los Premios MTV 2008             | «El Presente»                  | Canción del Año                   | Nominado  |
| 2008 | Los Premios MTV 2008             | «El Presente»                  | Ringtone del Año                  | Nominado  |
| 2009 | Latin Billboard Music Award 2009 | MTV Unplugged: Julieta Venegas | Álbum Latino del Año, Femenino    | Nominado  |
| 2009 | Latin Billboard Music Award 2009 | MTV Unplugged: Julieta Venegas | Álbum Rock/Alternativo del Año    | Nominado  |
| 2009 | Latin Billboard Music Award 2009 | «El Presente»                  | Canción Pop del Año, Femenino     | Nominado  |
| 2009 | Latin Billboard Music Award 2009 | «El Presente»                  | Hot Latin Song, Femenino          | Nominado  |

## Personal
| Créditos - Gustavo Borner: técnico de grabación, mezcla. Mixed at: Igloo Music (Burbank, California) - Juan Pablo Falluca: Móvil de grabación - Juan Carlos Ertze: Asistente de grabación - Gabriel Castanon: Asistente de grabación - Daniel Castillo: Asistente de grabación - Alberto Rodríguez: Asistente de grabación - Joseph Greco: Asistente de mezcla - Justin Moshkevich: Asistente de mezcla - Nikolai Baxter: Asistente de mezcla - Guillermo Gutiérrez: Dirección A&R - Gilda Oropeza: A&R - Charlie García: Coordinación - Reyna Espinoza: Coordinación | Live crew - Claudio Jiménez: técnico de sonido - Marco López: técnico de sonido - Marcos Juache: escenario - Kike Sánchez: escenario - Liz Gil: mánager de escenario - Martin Mannu Mannucci: mánager personal. Design - Alejandro Ros: Concepto - Silvia Canosa: diseño - Enrique Covarrubias: fotografías - Nicolás Turchetto: fotos en vivo - Yvonne Venegas: ensayo de fotos - Karla Ortíz: Diseño de vestuario - Lorena Ortíz: Asistente - Juan Chialvo: Asistente - Corina Figueroa: Asistente |

## Músicos
| - La Mala Rodríguez: Vocal en "Eres Para Mí" - Gustavo Santaolalla: Banjo y vocal en "Algún Día" - Juan Son: Vocal en "De Mis Pasos" - Marisa Monte: Vocal en "Ilusión" - Jaques Morelenbaum: violonchelo en "Cómo Sé" - Cecilia Bastida: Piano, rhodes piano, clavinet, glockenspiel, vocal - Natalia Lafourcade: Vibráfono, bajo, timple, serrucho, cavaquinho, glockenspiel, clavinet, vocal - Mariana Baraj: percusión, vocal - Sol Pereyra: Trompeta, cuatro, ukulele, vocal - Edy Vega: batería, percusión | - Ariel Cavalieri: contrabajo - Silvano Zetina: Guitarra, timple, vihuela, cavaquinho - Juan Martín Medina: Flauta, guitarra, xilófono, melódica - Leandro Guffanti: Clarinete, saxofón, vibráfono - Alejandro Díaz: Tuba - Arón Bitrán: Violín - Saúl Bitrán: Violín - Javier Montiel: Viola - Álvaro Bitrán: Chelo - Julieta Venegas: vocal principales, piano, acordeón y guitarra. |